# Royaume de Kandy
1469–1815
Entités précédentes :
- Royaume de Sitawaka

Entités suivantes :
- Ceylan britannique

Le royaume de Kandy est un ancien État monarchique situé dans le centre et l'est du Sri Lanka. Fondé à la fin du XVe siècle, il a duré jusqu'au début du XIXe siècle. À l'origine vassal du royaume de Kotte, Kandy est progressivement devenu indépendant à travers les convulsions des XVIe siècle et XVIIe siècle, en s'alliant, selon les époques, avec le royaume de Jaffna, les Nayak de Madurai, le royaume de Sitawaka, les Portugais et les Hollandais pour assurer sa survie. À partir des années 1590, il est resté le seul État indigène indépendant de l'île et a réussi, par une combinaison de raids et de diplomatie, à maintenir les puissances coloniales à distance, avant de succomber finalement devant les Britanniques. Il a été absorbé dans l'Empire britannique en tant que protectorat par la convention de Kandy de 1815, puis a perdu définitivement son autonomie après la rébellion d'Uva de 1817.

## Nom
Au cours des siècles, le royaume de Kandy a porté des noms variés,,,,, notamment :
- Kanda Uda Pasrata ;
- royaume de Senkadagala ;
- Kanda Udarata ;
- royaume de Mahanuwara ;
- Sri Wardhanapura ;
- Sinhalé ;
- Thun Sinhalaya ou Tri Sinhala.

## Géographie

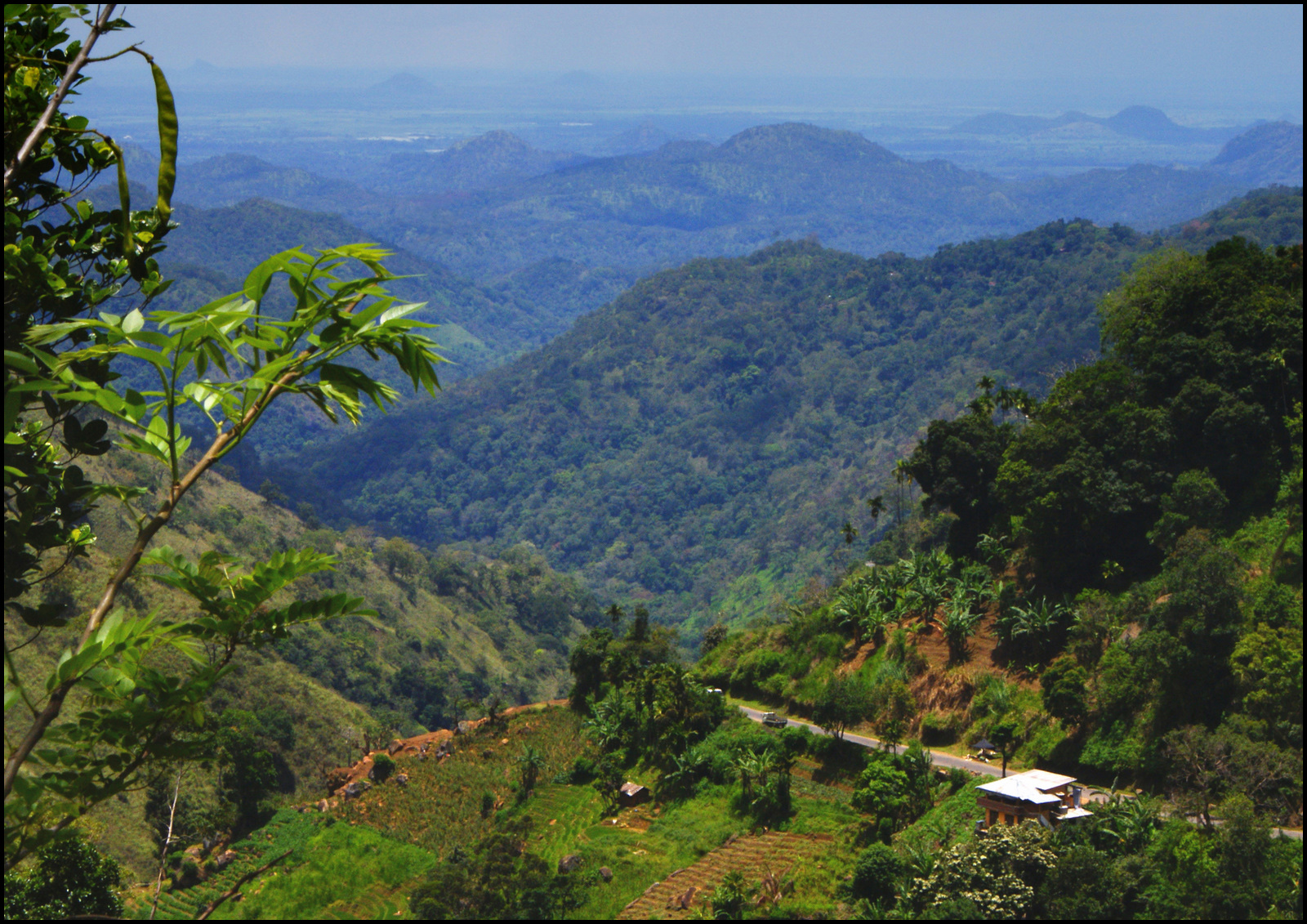
Vue vers le sud depuis Ella montrant les forêts montagneuses typiques du royaume de Kandy.

La plus grande partie du royaume se situait dans l'intérieur montagneux de l'île, planté de forêts épaisses, les cols de montagne conduisant à la capitale fournissant autant d'occasion d'embuscades. L'emplacement des routes vers la ville était tenu secret, toute fuite d'information à leur sujet pouvant être punie de mort. Beaucoup d'entre elles devenaient impraticables durant les pluies de mousson et il y avait beaucoup de paludisme. Tout au long de son existence, les troupes du royaume ont utilisé le terrain à leur avantage, pratiquant la guérilla contre les envahisseurs et évacuant les centres urbains importants quand l'ennemi s'en approchait — une tactique utilisée avec une particulière efficacité durant les guerres kandyennes (en) du début du XIXe siècle. Bien que le royaume ait eu par intermittence accès au port de Batticaloa, il ne possédait pas de marine et ne put empêcher les Portugais, puis les Néerlandais, de maintenir une forte présence dans les basses-terres.

## Histoire

### Fondation
La ville de Senkadagalapura (Kandy) a peut-être été fondée dès le milieu du XIVe siècle, sous le règne de Vikramabahu III (1357-1374). Le centre du Sri Lanka a été dirigé par les rois de Kotte du début du XVe siècle à la fin du XVIe siècle. À mesure que le royaume de Kotte s'affaiblissait devant les Portugais, la région a acquis une certaine autonomie, avec Senkadagalapura pour capitale. Après le sac de Vijayabahu en 1521, et la partition du Royaume qui l'a suivi, Kandy a affirmé son indépendance et est devenu un sérieux rival pour les royaumes de l'Est et du Sud de l'île.

### Essor: 1521-1594

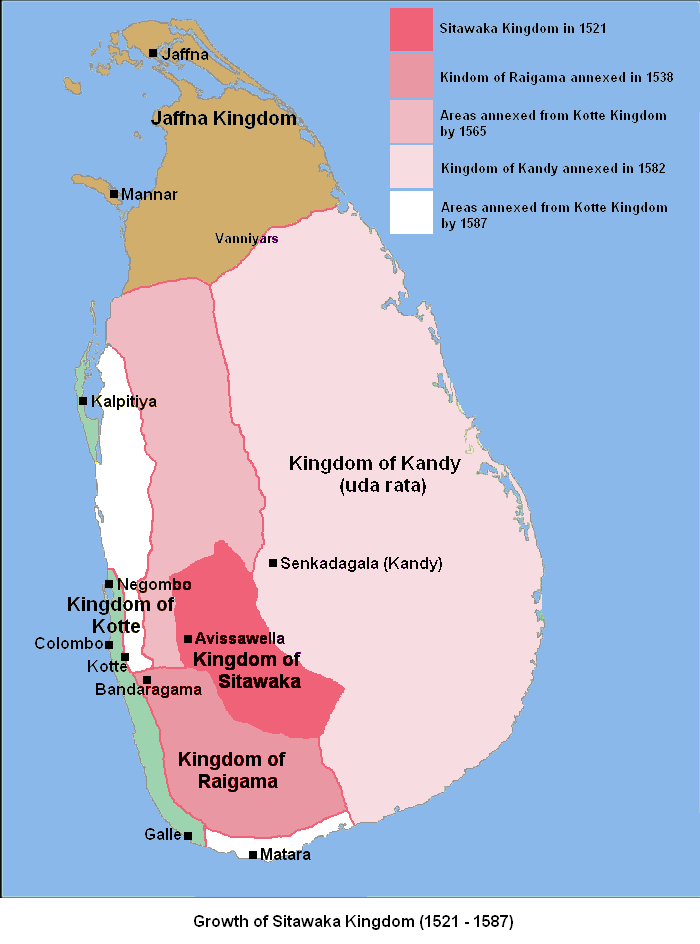
L'expansion du royaume de Sitawaka de 1521 à 1594.

Après le sac de Vijayabahu de 1521, le royaume de Kotte s'est scindé en trois États rivaux : le royaume de Sitawaka, celui de Raigama et le royaume de Kotte de Bhuvanekabahu VII. Sitawaka, dirigé par l'énergique Mayadunne, était le plus menaçant pour les autres. En 1522, les Kandyens ont fait alliance avec les Portugais contre Sitawaka, mais cette alliance a volé en éclats en 1546, lorsque les forces de Kotte alliées aux Portugais ont envahi le Royaume. Kandy a alors prêté main-forte au royaume de Jaffna contre les Portugais en 1560.
Le territoire de Kandy a été envahi deux fois dans les années 1570 et 1580, en 1574 puis en 1581, par le nouveau roi de Sitawaka Rajasinha Ier. Rajasinha, qui avait déjà remporté une importante victoire contre les Portugais à la bataille de Mulleriyawa en 1559, réussit à annexer le royaume ; le roi de Kandy Karalliyadde Kumara Bandara (Jayavira III) s'enfuit dans le royaume de Jaffna avec sa toute jeune fille Kusumasana Devi et son neveu Yamasinghe Bandara (en). Tous deux ont finalement été capturés par les Portugais, convertis au christianisme et baptisés Dona Catarina and Dom Phillip. Dans l'intervalle les Portugais avaient aussi élevé des prétentions sur le royaume de Kandy, citant la donation de Dharmapala de Kotte en 1580 comme un précédent.
La domination de Sitawaka sur Kandy s'est révélée difficile. Le vice-roi nommé par Rajasinha, Wirasundara Mudiyanse, se révolta bientôt. Bien que sa révolte ait été écrasée, une autre a eu lieu en 1588. La résistance se rassembla autour de Konnappu Bandara, le fils de Wirasundara qui avait fui auprès des Portugais après le meurtre de son père par des agents de Rajasinha. Entre 1591 et 1594, il est revenu dans la région et s'est emparé du trône sous le nom de Vimaladharmasuriya Ier. Ses victoires contre les Portugais et le royaume de Sitawaka, ainsi que son mariage avec l'héritière légitime Kusumasana Devi ont assuré sa position.
Durant son ascension, la situation stratégique sur l'île avait changé du tout au tout. Au nord, les Portugais avaient déposé en 1591 le roi Puviraja Pandaram pour le remplacer sur le trône de Jaffna par son fils Ethirimana Cinkam. En 1594, Rajasinha Ier était mort et le royaume de Sitawaka s'était désintégré. Kandy restait le seul État indigène indépendant. En 1595, Vimaladharmasurya a apporté à Kandy la relique de la dent de Bouddha, le symbole de l'autorité royale et religieuse pour les Cinghalais, pour laquelle il a fait construire le temple de la Dent.

### Consolidation et relations avec les Hollandais: 1594-1739
Les hostilités avec les Portugais se sont poursuivies durant tout le règne de Vimaladharmasurya. Le royaume de Kandy a aidé une rébellion menée par Domingos Correa, puis par Simao Correa, deux sujets cinghalais de Dharmapala de Kotte, entre 1594 et 1596. Les Portugais ont réussi en 1604 à s'emparer du col de Banala, mais les dissensions entre leurs Lascarins les ont obligé à se replier vers la côte.

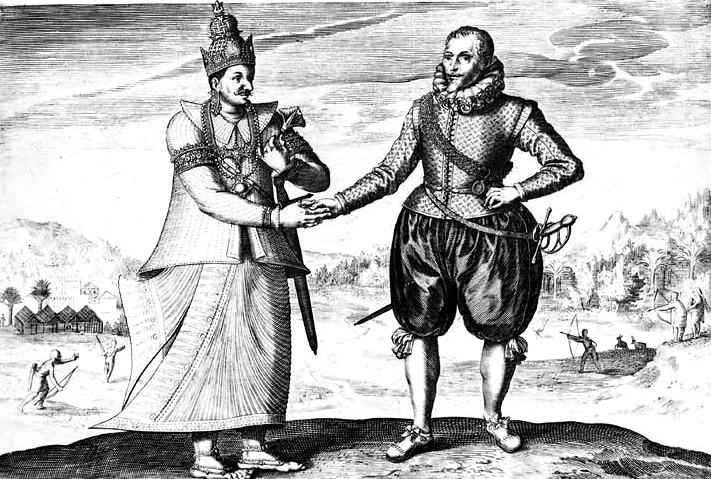
Vimaladharmasurya Ier recevant Joris van Spilbergen en 1602 (gravure du XVIIe siècle).

Les relations entre la République des Pays-Bas ont commencé le 2 juin 1602, lorsque l'explorateur néerlandais Joris van Spilbergen est arrivé à Santhamuruthu, sur la côte orientale de l'île. Plus tard la même année, la Compagnie néerlandaise des Indes orientales (VOC) a envoyé Sebald de Weert à Kandy pour y négocier un traité. Cette visite s'est terminée par une catastrophe lorsque le comportement des visiteurs a offensé leurs hôtes, et dans la confusion qui a suivi de Weert et plusieurs de ses compagnons ont été assassinés.
Vimaladharmasurya est mort en 1604. Le trône est passé à son cousin Senarat, qui à cette date était bonze, mais qui a quitté les ordres et épousé la veuve du défunt. En 1611 les Portugais ont pris Kandy au nom d'un prétendant, Mayadunne d'Uva, et ils ont incendié la ville. En 1619, le roi de Jaffna Cankili II a été déposé et son royaume absorbé par l'empire portugais. Malgré ces désastres, Senarat est resté sur le trône et en 1612 il a même conclu un traité général avec la VOC. L'aide est arrivée en 1620 sous la forme d'une flotte de la Compagnie danoise des Indes orientales, mais celle-ci n'a pas réussi à se maintenir à Trincomalee et a été expulsée par les Portugais.
Les Portugais ont renforcé leurs positions dans les années 1620 en construisant des forts à Kalutara, Trincomalee, Batticaloa et Sabaragamuwa, et en améliorant les fortifications de Colombo, Galle et Manikkadawara. Mais ils ont subi une grave défaite le 2 août 1630 à la bataille de Randeniwela, lors de laquelle le Capitán general Constantino de Sá de Noronha a été tué. Les troupes de Kandy se sont emparées d'une grande partie des territoires portugais mais des conflits internes les ont empêché de s'y maintenir et à la mort de Senarat en 1635 les basses-terres du Sri Lanka étaient retombées sous domination portugaise.
Le trône est passé au fils de Senarat, Râjasimha II, qui a remporté une victoire importante contre les Portugais le 28 mars 1638 à la bataille de Gannoruwa. Celle-ci, la dernière grande victoire du royaume de Kandy, a sérieusement affaibli la présence portugaise dans l'île. En mai de la même année, Râjasimha II a conclu une alliance avec les Hollandais, qui contrôlaient maintenant Batavia. Il s'est emparé de Batticaloa et Trincomalee en 1639 et de Galle en 1640, sans parler d'autres territoires portugais dans l'intérieur de l'île.

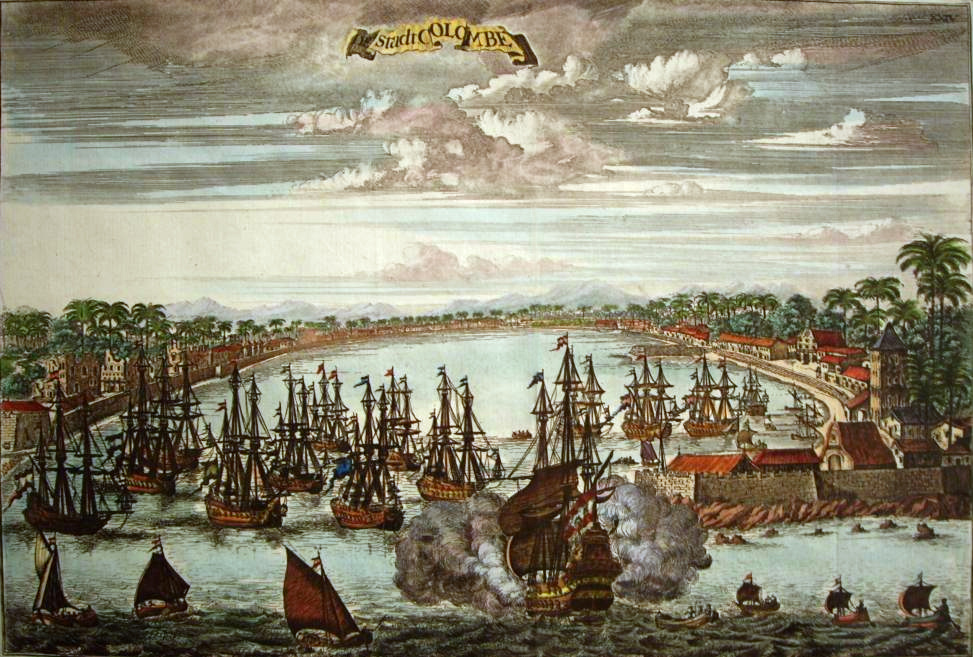
Colombo sous les Néerlandais, illustration de 1775 d'après une gravure de Jan Kip de la fin du XVIIe siècle.

Les relations entre les Néerlandais et Kandy avaient été difficiles dès le début et leur alliance s'est dissoute dans les années 1640. Ils ont joint à nouveau leurs forces contre les Portugais, mais cette alliance n'a pas survécu à la fin du siège de Colombo en 1656 et l'expulsion de ceux-ci. Râjasimha II a demandé que le fort lui soit confié pour être démoli. En novembre, les Néerlandais ont refusé et repoussé les forces du roi. La domination du roi sur son peuple était ténue et des révoltes contre lui en 1664 et 1671 ont donné l'occasion aux Néerlandais de s'emparer d'une grande partie de Sabaragamuwa en 1665, ainsi que de Kalpitiya, Kottiyar, Batticaloa et Trincomalee. La prise des ports était un sérieux coup porté au Royaume — non seulement les Néerlandais possédaient plus de territoires plus ou moins contigus que les Portugais auparavant, mais tout le commerce extérieur du Royaume était maintenant entre leurs mains. Rajasinha a essayé de négocier une alliance avec la France, qui a pris Trincomalee, mais en a été expulsée en 1672. Les campagnes de 1675 et 1684 reprirent certains territoires, mais à la mort de Râjasimha II en 1687, aucune ville n'était repassée sous le contrôle du royaume.
Le fils de Râjasimha est monté sur le trône sous le nom de Vimaladharma Surya II ; ses vingt ans de règne de (1687-1707) ont été assez pacifiques. Une guerre commerciale s'est déclenchée en 1701, lorsque le royaume a fermé ses frontières avec les territoires néerlandais pour stimuler le commerce des ports de Puttalam. Les néerlandais ont perdu le contrôle du commerce de la noix d'arec et exercé des représailles ; en 1707 les frontières de Kandy avaient été rouvertes et les deux ports fermés. Le fils de Vimaladharmasurya est ensuite monté sur le trône sous le nom de Vira Narendra Sinha. Plusieurs soulèvements anti-néerlandais ont eu lieu dans les basses-terres dans les années 1720 et 1730 ; le royaume de Kandy a déclaré la guerre aux Néerlandais en 1736 et se sont emparés de quelques territoires. Les hostilités ont cessé avec la désignation de Gustaaf Willem van Imhoff comme gouverneur, et en 1737 la paix régnait à nouveau.

### Les Nayakkars et l'arrivée des Britanniques: 1739-1804
Une crise de succession a éclaté à la mort de Vira Narendra Sinha en 1739. Il n'avait qu'un seul fils de descendance cinghalaise, Unambuve Bandara. Mais le trône de Kandy était réservé aux kshatriya et la mère d'Unambuve était de basse caste. Avec le soutien du bonze Weliwita Sarankara, le trône est revenu au frère d'une des épouses principales de Narendrasinha, un membre de la Dynastie Nayak de Madurai (dans le Sud de l'Inde) de langue télougoue et tamoule. Il a été couronné sous le nom de Vijaya Rajasinha un peu plus tard dans l'année.
Les relations entre les populations (et l'aristocratie) cinghalaises et les Nayakkars sont restées fragiles tout au long du XVIIIe et du XIXe siècle. Sous Narendrasinha, déjà, des tentatives pour nommer des Nayakkars à des postes importants à la cour avaient provoqué des révoltes, dont une en 1732 que le roi n'avait pu réprimer qu'avec l'aide des Néerlandais. La noblesse Nayakkar, qui cherchait à monopoliser l'accès auprès du roi, était considérée comme formant une élite privilégiée par rapport à l'aristocratie autochtone, les puissants Adigars. Le règne de Vijaya Rajasinha (1739-1747) a été relativement pacifique, mais son successeur Kirti Sri Rajasinha a dû affronter deux importantes révoltes. La première, en 1749, était dirigée contre son père Narenappa ; la deuxième, en 1760, a été plus dangereuse : elle visait à le remplacer par un prince siamois. En dépit de ces tensions, la dynastie Nayakkar s'est maintenue, obtenant des soutiens par son action en faveur du bouddhisme et de la culture locale.
Durant les années de règne de Vijaya Rajasinha et Kirti Sri Rajasinha, Kandy a lancé de nombreux raids en territoire néerlandais, annexant notamment des villages en 1741, 1743 et 1745. Les gouverneurs de Ceylan néerlandais, inféodés à Batavia, avaient pour ordres stricts d'éviter les conflits avec le royaume, sans céder aucun de leurs privilèges, notamment leur monopole sur le commerce de la cannelle. En 1761, cependant, Kirti Sri Rajasinha a lancé une grande invasion des basses-terres, s'emparant de Matara et Hanwella (en) et de nombreux districts frontaliers. Mal lui en a pris : les Néerlandais ont repris Matara et Hanwella en 1762, pris Puttalam et Chilaw (en) en 1763, puis lancé une double invasion du centre du pays. Les Kandyens ont évacué leur capitale, qui a été incendiée par les Néerlandais ; ceux-ci ont aussi ravagé les terres agricoles environnantes, menant le royaume au bord de la famine en 1764. Kirti Sri Rajasinha avait demandé de l'aide aux Britanniques en 1762, mais sans réussir à conclure une alliance. En 1765 les Néerlandais ont pu l'obliger à conclure un traité qui leur accordait tous les districts frontaliers, mais aussi toutes les provinces côtières : le royaume était ainsi effectivement isolé du monde extérieur. Les relations sont ensuite restées pacifiques jusqu'à l'expulsion des Néerlandais de l'île en 1796.
Bien que plusieurs marins et prêtres britanniques aient abordé à Ceylan dès les années 1590, le plus célèbre est Robert Knox qui a publié en 1681 An Historical Relation of the Island Ceylon relatant son expérience durant le règne de Râjasimha II. Un siècle plus tard, l'implantation des Britanniques dans l'île a commencé avec la prise de Trincomali par l'amiral Edward Hughes le 11 janvier 1782, lors de la guerre d'indépendance américaine.
Le tumulte de la Révolution française s'est étendu aux Pays-Bas en 1795 et la colonie néerlandaise de Ceylan s'est rangée du côté de la République batave au cours du conflit. Les Britanniques ont rapidement annexé ses possessions, reprenant Trincomali (qui avait été rendue à la VOC en 1784) entre les 28 et le 31 août, Batticaloa le 18 septembre et la totalité de Jaffna le 28. Migastenne Disawa, l'ambassadeur de Kandy, a négocié en février 1796 à Madras un traité garantissant le retour au Royaume de la plus grande partie de la côte orientale ; le 15 de ce mois, Colombo est tombé aux mains des Britanniques et la présence néerlandaise dans l'île a pris fin.

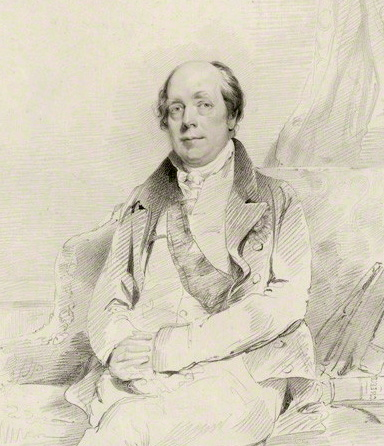
Frederick North, premier gouverneur du Ceylan britannique.

Kirti Sri Rajasinha est mort durant ces événements, en janvier 1796, et a été remplacé par son frère Sri Rajadhi Rajasinha. Le nouveau souverain a rejeté les termes du traité signé par Migastenne, privant le Royaume de l'opportunité de récupérer les territoires perdus une génération auparavant. Cette décision a été fatale : les Britanniques ont immédiatement commencé à organiser leurs nouveaux territoires, installant un système administratif, éducatif et judiciaire. Avec la nomination de Frederick North comme gouverneur du Ceylan britannique (1798-1805), tout espoir du royaume de récupérer ses territoires orientaux a disparu.
Sri Rajadhi Rajasinha est mort de maladie 26 juillet 1798, sans héritier. Le règne de Sri Rajadhi Rajasinha avait été dominé par son puissant premier ministre Pilima Talawe, qui a fait couronner un parent du roi de 18 ans, Konnasami, sous le nom de Sri Vikrama Rajasinha. Muttusami, beau-frère du défunt Sri Rajadhi Rajasinha, réclamait aussi le trône, mais Pilima Talauve l'a fait arrêter avec ses sœurs. Le Premier ministre, proche des Britanniques, ne pouvait cependant pas contrôler Sri Vickrama Rajasinha, et lors d'une rencontre avec ceux-ci à Avissawella (en) entre 1799 et 1801, il leur demanda de l'aider pour le déposer à son profit. Des négociations complexes ont suivi, plusieurs solutions étant discutées et rejetées par l'une ou l'autre partie.
La Compagnie britannique des Indes orientales et la Couronne britannique ont géré en commun leurs possessions dans l'île de 1798 à 1802, lorsqu'elles ont été transformées en colonie britannique de Ceylan. Les derniers territoires néerlandais dans l'île ont été formellement cédés aux Britanniques par le traité d'Amiens de 1802, la compagnie conservant cependant un monopole sur le commerce de la colonie. Les agents des Britanniques ont été mis à la tête des lucratifs monopoles sur les perles, les plantations de coton, le sel et le tabac. Les trois premières années, le gouvernement a reçu 396 000 £ des pêcheries de perles. Cela a compensé la baisse du prix de la cannelle causée par les stocks néerlandais à Amsterdam.
Les tensions ont monté et la crise a éclaté lorsqu'un groupe de sujets britanniques maures a été détenu et battu par des agents de Pilima Talawe. Les demandes de réparation britanniques ont été ignorées et Frederick North a ordonné à ses troupes d'envahir Kandy (Première Guerre kandyenne (en)). Le 31 janvier 1803, une armée britannique commandée par le général Hay MacDowall (en) a pris Kandy, qu'elle a trouvé abandonnée. Elle y a installé Muttusami sur le trône, sans obtenir l'assentiment populaire. Entourée d'une population hostile, manquant de nourriture et souffrant de maladies, elle a été obligée de quitter la ville en laissant ses malades derrière elle (ces malades ont été tués). Les forces kandyennes ont vaincu les Britanniques en retraite sur les berges du Mahaweli en crue. Muttusami et tous les prisonniers britanniques ont été tués, sauf quatre, dont le Major Davies, remplaçant de MacDowall. Mais l'armée kandyenne a ensuite été battue à Hanwella (en). En 1804, une nouvelle offensive britannique s'est terminée sans résultat et une trêve fragile a été établie en 1805.

### Annexion et rébellion: 1805-1817
Au cours de la décennie suivante, le comportement de plus en plus erratique et capricieux de Sri Vikrama Rajasinha a causé des troubles importants parmi la population. Il a failli être détrôné en 1808 par une rébellion de Sept Korale (aujourd'hui le district de Kurunegala). Pilima Talawe s'est révolté en 1810, avant d'être capturé et exécuté. En 1814, le roi a convoqué à Kandy Ehelepola Nilame, Dissava de Sabaragamuwa. Ehelepola a refusé, soupçonnant un piège. Pour se venger, le roi a fait tuer sa femme et ses trois enfants. Cette exécution a été d'une telle cruauté que la population, pourtant habituée aux exécutions publiques, s'est soulevée en masse contre le roi, déjà très impopulaire parmi le clergé bouddhique pour avoir confisqué brutalement ses biens.

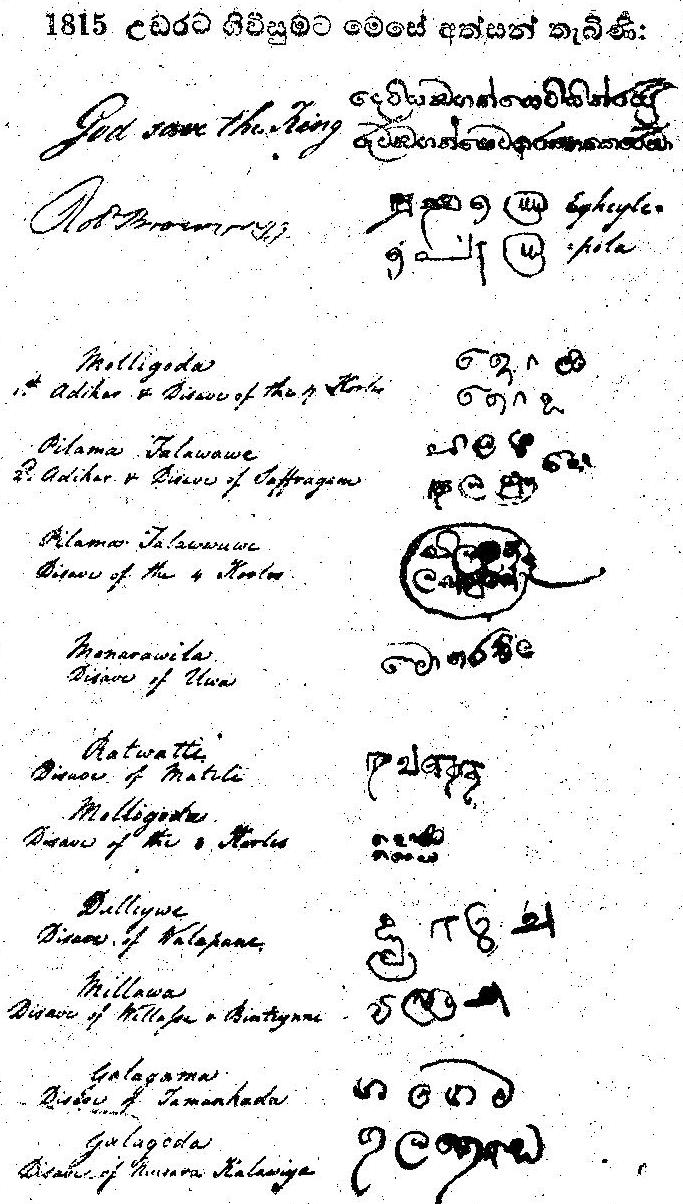
Page des signatures de la convention de Kandy.

En novembre 1814, dix sujets britanniques ont été capturés et mutilés en territoire kandyen. Le gouverneur Robert Brownrigg a envoyé en janvier 1815 des troupes britanniques depuis la côte, accompagnées de troupes locales commandées par Ehelepola. Molligoda, successeur d'Ehelepola à Sabaragamuwa et Dissava de Quatre Korale (aujourd'hui dans le district de Kegalle) s'est rallié aux Britanniques en février ; Kandy a été prise le 14 février et Sri Wikrama Rajasinghe lui-même capturé le 18 par les hommes d'Ehelepola. Il a été exilé en Inde, à Vellore, où il est mort en 1832. Son fils est mort sans enfant en 1843, mettant un terme à la dynastie des Nayakkar.
Le 2 mars 1815, les représentants britanniques, dont le gouverneur Robert Brownrigg et l'auditeur général John D'Oyly, ont rencontré la noblesse du Royaume et conclu avec elle un accord connu sous le nom de convention de Kandy. Cet accord prévoyait la protection du bouddhisme et le maintien du système administratif local sous l'autorité du gouverneur britannique de Colombo, et sous le contrôle des agents britanniques à Sabaragamuwa, Trois Korale et Uva. En pratique, cependant, les chefs locaux comme Ehelepola et Molligoda étaient parfaitement conscients qu'ils dépendaient des Britanniques et se trouvaient inférieurs aux officiers britanniques qui avaient libre accès à leurs domaines.
La rébellion a éclaté en 1817 à Wellassa (en), s'étendant rapidement à Uva et à Walpane (en). Keppitipola, Dissave d'Uva, a été envoyé pour la réprimer, mais a fait défection pour la rejoindre. En juillet, tous les chefs de Kandy sauf Molligoda avaient fait de même ; plusieurs, dont Ehelepola, avaient déjà été capturés. Molligoda s'est assuré que la route de Kandy reste ouverte et Keppetipola a été capturé le 30 octobre. Son allié Madugalle Adikaram a été capturé le 1er novembre, après quoi la rébellion s'est effondrée. Tous les deux ont été décapités le 26 novembre 1817. Considérant la convention comme caduque, les Britanniques ont commencé à briser le pouvoir de la noblesse locale. De moindres révoltes ont eu lieu en 1820, 1823 et 1824, mais aucune n'a plus sérieusement menacé leur mainmise sur les hautes-terres.

## Administration

### Souverains
Le roi était à la tête de toutes les hiérarchies du royaume. Il était aussi connu sous le nom de « Lankeshwara Thrisinhaladheeshwara ». Comme il possédait toutes les terres, il était aussi appelé « Bhupathi ». Il devait cependant suivre les avis des moines bouddhistes et des chefs coutumiers et respecter les coutumes et les traditions populaires, sans quoi le peuple pouvait se soulever contre lui. Le manquement à ces règles lui était préjudiciable : on considérait que c'était pour avoir méprisé les avis des bonzes et la tradition que Sri Vikrama Rajasinha avait dû se rendre aux Britanniques.

### Conseil royal

#### Maha Adigars
Les Adigars étaient nommés par le roi et formaient son conseil des ministres. Leur nombre était réduit. Le plus important était nommé Maha Adikarm ou 1er Adikar, qui était l'équivalent d'un Premier ministre. Il n'y avait pas de limite temporelle à ce poste, qui dépendait du bon vouloir du roi ; son détenteur pouvait donc éventuellement y rester toute sa vie. Ce poste n'était pas héréditaire, bien que plusieurs membres de la même famille aient pu y être désignés.

#### Dissawes
Les Dissavas étaient nommés par le roi. Ils dirigeaient l'administration d'une province aussi appelée Dissava, dans laquelle ils étaient le représentant du roi et le percepteur des taxes. En terme actuel, ce poste est équivalent à un mélange de ministre en chef et de gouverneur. Comme les Adigars, leur poste n'était pas limité en durée, ni héréditaire.

#### Rate Mahaththayas
Les Rate Mahatmayas (en) étaient nommés par le roi. Ils dirigeaient l'administration de subdivisions connues sous le nom de Korale : ils étaient donc des subordonnés des Dissavas. Comme les Adigars et ceux-ci, leur poste n'était pas limité en durée, ni héréditaire.

#### Diyawadana Nilame
Le Diyawadana Nilame (en) était un officier de la maison royale chargé de veiller sur la relique de la dent de Bouddha conservée au Temple de la Dent de Kandy et d'y effectuer les rituels. Un de ses principales fonctions était l'organisation annuelle des fêtes de la Perahera.
Ce poste existe encore aujourd'hui.

## Armée
Le royaume de Kandy n'avait pas d'armée permanente, ce qui était courant à l'époque, mais le roi avait une importante garde royale au palais. Dans les provinces, des garnisons étaient chargées de garder les cols stratégiques ou de réprimer les soulèvements. En période de guerre ou lors des campagnes extérieures, elles étaient augmentées de milices locales.
Au cours de leur histoire, les forces de Kandy se sont surtout appuyées sur le terrain montagneux et ont pratiqué une tactique de guérilla, avec des raids rapides et des embuscades. Une des caractéristiques de leurs affrontements avec les forces occidentales a été l'incapacité des deux parties à conserver le terrain conquis ou à couper de façon permanente les approvisionnements de l'ennemi, à l'exception des Néerlandais à partir de 1762.
Au XVIe siècle et au XVIIe siècle, les rois de Kandy ont utilisé des mercenaires, souvent d'origine télougou (en). Avec l'arrivée des Nayakkars d'Inde du Sud, beaucoup de Tamouls de cette région sont entrés dans la garde personnelle des rois. Divers Européens étaient aussi au service du roi, dont un chef canonnier, ainsi que beaucoup de Malais, très considérés comme combattants.
Pour l'armée principale, chaque chef local pouvait recruter une milice qui l'accompagnait lors de ses déplacements dans le Royaume. Le gros des troupes était constitué de paysans, plus ou moins volontaires en temps de guerre, qui devaient apporter chacun vingt jours de nourritures et manœuvraient en petites unités souvent sans contact les unes avec les autres. Une des raisons de l'incapacité de Kandy à conserver le terrain conquis était la faiblesse de leur logistique, beaucoup de soldats devant se replier pour refaire leurs réserves une fois que celles-ci étaient épuisées.
Les interactions avec les Européens avaient permis l'introduction de mousquets et d'autres armes à feu, et à partir des années 1760 les arcs et les flèches étaient devenues obsolètes. Les armuriers de Kandy s'étaient spécialisés dans la fabrication de fusils à pierre légers, de calibres inférieurs à ceux des Européens, avec des canons plus longs pour une meilleure précision. Ils ont aussi créé un type de canon à main particulier, le kodithuwakkuwa.

## Économie
Sous le règne de Vimaladharmasuriya Ier, de nombreux efforts ont été faits pour développer l'économie du royaume, notamment l'industrie du fer dans la province d'Uva et l'agriculture à des endroits comme Kothmale, Walapane (en), Harispaththuwa, Uva, Hewaheta (en), Udunuwara, Yatinuwara et Ududumbara.
Le royaume importait notamment de la soie, du thé et du sucre et exportait de la cannelle, du poivre et de la noix d'arec.

## Divisions administratives
Au début du Royaume elles étaient au nombre de cinq :
| Nom            | Nom actuel                | District actuel    |
| -------------- | ------------------------- | ------------------ |
| Siduruwana     | Uda Nuwara et Uda Palatha |                    |
| Balawita       | Harispaththuwa            |                    |
| Matale         | Matale                    | District de Matale |
| Dumbara        | Dumbara                   |                    |
| Sagama Tungama | Walapane et Hewaheta (en) |                    |

## Religions

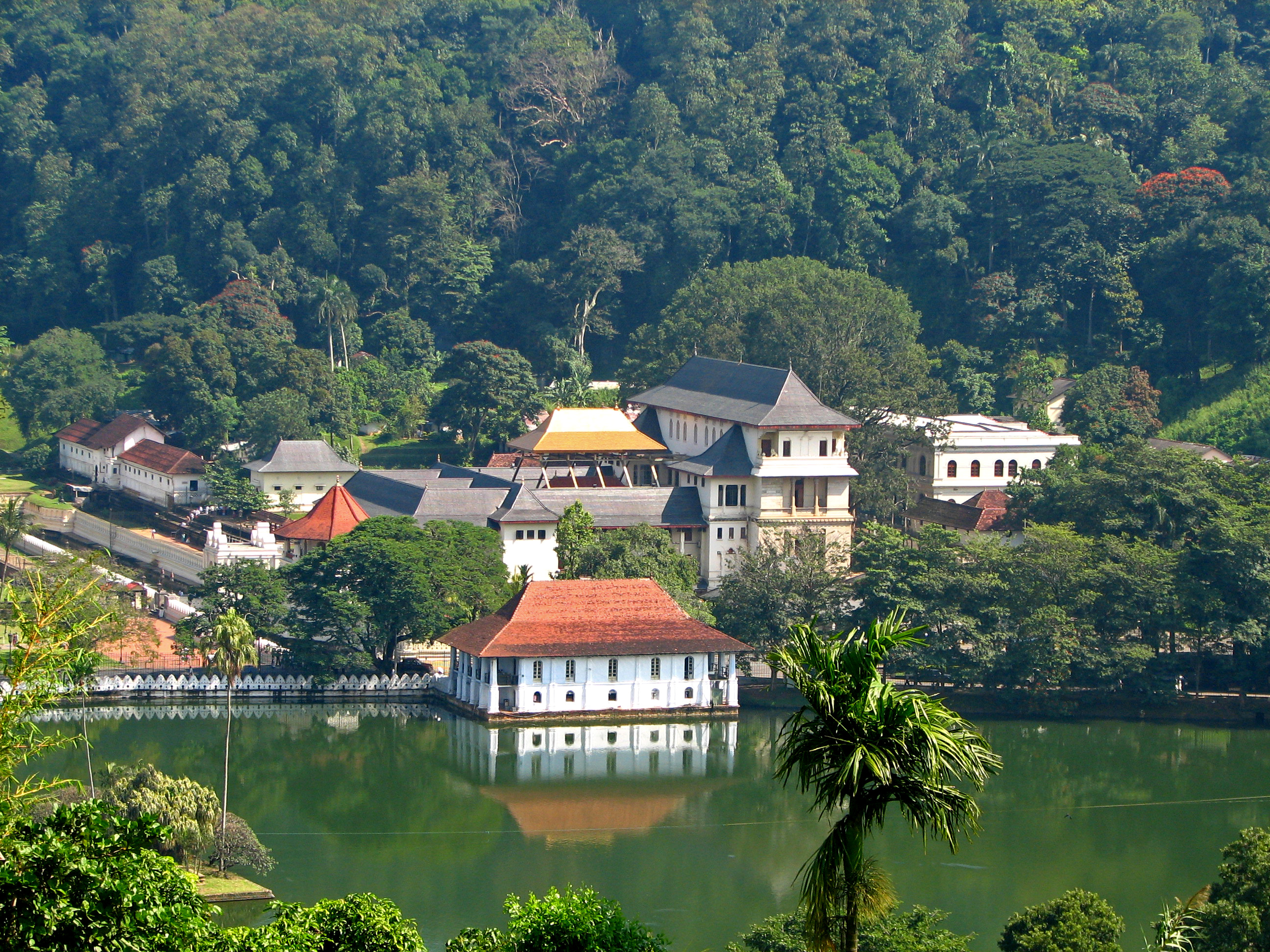
Le Temple de la Dent de Kandy est encore aujourd'hui le centre du bouddhisme au Sri Lanka.

Le bouddhisme était religion d'État. Cependant, avec l'arrivée au pouvoir de la dynastie Nayakkar, des éléments d'hindouisme y ont aussi été introduits.
La dynastie de Vimaladharmasuriya I a largement toléré les chrétiens, en particulier les catholiques fuyant les possessions portugaises après leur occupation par les Néerlandais. Dans certains cas, les rois de Kandy ont même protégé les agents catholiques, l'exemple le plus connu étant la protection accordée par Vimaladharmasuriya II à Joseph Vaz au tournant du XVIIIe siècle. L'atmosphère religieuse a cependant changé radicalement avec l'arrivée de la dynastie Nayakkar : en 1743 Vijaya Rajasinha a ordonné de brûler les églises et lancé une répression générale contre le christianisme, qui n'a cessé que sous son successeur Kirti Sri Rajasinha.